# Бабушкин, Фёдор Петрович
Фёдор Петро́вич Ба́бушкин (1 февраля 1764, Романов, Ярославская губерния, Российская империя — 2 июля 1842, скит на реке Лекса, Олонецкая губерния, Российская империя) — русский деятель старообрядчества, настоятель Выгорецкой обители, писатель, библиограф.

## Биография
Родился 1 февраля 1764 года в городе Романов.
С 1780 года — служитель при часовне Выгорецкой обители.
В 1800—1830 годах служил настоятелем Моленной купца-старообрядца И. Ф. Долгого в Санкт-Петербурге, возглавлял общину Поморского согласия в Санкт-Петербурге.
В 1830—1842 годах — настоятель Выгорецкой обители. Эти годы ознаменовались карательными мерами и репрессиями правительства по отношению к старообрядцам. В 1837 году по указу Николая I были запечатаны часовни обители, в обители было разрешено селиться только «престарелым и дряхлым, не могущим трудами своими снискивать себе пропитание».
Известен как составитель каталога рукописей Выгорецкой обители — «Реестр архиереям российским, во время Никоновой перемены бывшим», «Российские святые». Является автором самых полных русских святцев конца XVIII века — «Описание всех в России просиявших чудесами мужей и жен», а также "10 посланий о назидании церкви (поморской), о ее благолепии и некоторых извещениях касательно церковных деяний" и других сочинений.
Фёдором Петровичем была собрана большая библиотека религиозных, естественно-научных, исторических, законодательных, художественных и философских книг.
Скончался 2 июля 1842 года на 78-м году жизни в ските на реке Лекса.